# Лавёров, Николай Павлович
Никола́й Па́влович Лавёров (12 января 1930, Коношский район, Северный край — 27 ноября 2016, Москва) — советский и российский геолог, геохимик, доктор геолого-минералогических наук, педагог, профессор. Вице-президент АН СССР (1988—1991) и РАН (1991—2013). Член Центрального комитета КПСС (1990—1991). Заслуженный геолог РСФСР (1980). Заслуженный деятель науки Кыргызской Республики (1995).
Действительный член АН СССР (1987; член-корреспондент 1979). Лауреат трёх премий Правительства РФ (2001, 2006, 2009). Иностранный член НАНУ (2009). Полный кавалер ордена «За заслуги перед Отечеством».

## Биография
Родился 12 января 1930 года в крестьянской семье в селе Пожарище Северного края, ныне Муниципальное образование «Климовское» (Архангельская область).

### Образование
В 1938—1945 годах учился в Климовской средней школе с семью классами обучения.
Поступил в Кировский горно-химический техникум, который окончил с отличием в 1947 году, получив специальность горного техника-геолога. Затем учился в Московском институте цветных металлов и золота имени М. И. Калинина на кафедре геологии, поисков и разведки месторождений радиоактивных и редких элементов специального геологоразведочного факультета. Окончил институт с отличием в декабре 1954 года, получив квалификацию горного инженера-геолога.
С 1955 по 1958 годы был аспирантом специальной кафедры «Цветметзолото», одновременно работая там же ассистентом. В 1958 году защитил диссертацию на соискание учёной степени кандидата геолого-минералогических наук на тему «Геология и генезис руд Курдайского уранового месторождения (Южный Казахстан)».

### Научная и организационная работа
С 1958 по 1966 годы работал учёным секретарём, а затем директором Среднеазиатской геологической станции Института геологии рудных месторождений, петрографии, минералогии и геохимии АН СССР (ИГЕМ), исследовал месторождения радиоактивного сырья.
В 1966 году был переведён в Министерство геологии СССР, на должность заместителя начальника Управления научно-исследовательских организаций, курировал отраслевые геологические институты страны. С 1968 по 1972 год руководил Всесоюзным геологическим фондом СССР (ВГФ), где по его инициативе была улучшена система учёта разведанных запасов полезных ископаемых и структура государственного баланса запасов минерального сырья.
В 1972 году назначен начальником Управления научно-исследовательских организаций Министерства геологии СССР, которое он возглавлял до 1983 года.
Одновременно с работой в Министерстве геологии СССР руководил в 1966—1983 годах лабораторией в ИГЕМ, занимался изучением условий образования месторождений урана.
В январе 1973 году защитил докторскую диссертацию на тему «Геология и условия формирования урановых месторождений в континентальных палеовулканических областях». В 1976 году присвоено учёное звание профессора.
15 марта 1979 года был избран членом-корреспондентом АН СССР по Отделению геологии, геофизики и геохимии (специальность горные науки, разработка твёрдых полезных ископаемых). 23 декабря 1987 избран академиком АН СССР по Отделению геологии, геофизики, геохимии и горных наук (специальность геология рудных месторождений).
20 октября 1988 года избран вице-президентом Академии наук СССР, возглавил Секцию наук о Земле Президиума АН СССР (с декабря 1991 по 2013 год — вице-президент Российской академии наук).
С июля 1987 года по март 1989 года — президент Академии наук Киргизской ССР.
С 1989 по 1991 годы заместитель председателя Совета Министров СССР. В 1990—1991 годах являлся членом ЦК КПСС.
17 июля 1989 года был назначен на должность председателя Государственного комитета СССР по науке и технике.
С 15 января по 28 августа 1991 года — заместитель Премьер-министра СССР. Одновременно с 16 мая того же года председатель Госкомитета СССР по науке и технологиям — Министр СССР. После отставки Кабинета Министров СССР в августе 1991 года работал в статусе и. о. заместителя премьер-министра и председателя Госкомитета СССР по науке и технологиям до 26 ноября 1991 года, когда был освобождён от своих обязанностей специальным указом Президента СССР.
С 2000 года — заведующий кафедрой международных проблем ТЭК Международного института энергетической политики и дипломатии МГИМО.
Мастер спорта СССР по самбо, член Попечительского совета Всероссийской федерации самбо.
В 1988—1989 годах возглавлял научную группу правительственной Комиссии СССР по устранению последствий Спитакского землетрясения (Армения). Являлся председателем постоянной Комиссии по изучению Арктики (с 1989 года), возглавлял Научный совет Государственной научно-технической программы «Глобальные изменения природной среды и климата» (с 1990 года), с октября 1993 года был председателем Комиссии при Правительстве Российской Федерации по геологическому обеспечению безопасного захоронения радиоактивных отходов. С 1996 года являлся председателем Комиссии Российской академии наук по научному флоту и исследованиям Земли из космоса, был членом Наблюдательного совета Международного Люксембургского форума по предотвращению ядерной катастрофы.
С 1991 года возглавлял Институт геологии рудных месторождений, петрографии, минералогии и геохимии РАН (ИГЕМ РАН), в последние годы был его научным руководителем.
В 2009 году характеризовал глобальное потепление как временное и краткосрочное (в масштабах геологических эпох) явление, указывая на систематичность чередования холодных и тёплых периодов в истории Земли. Считал, что главный пик потепления за 10 тысяч лет прошёл.
В 2013 году организовал наиболее полную публикацию трудов В. И. Вернадского — Собрание сочинений в 24 томах.
Скончался 27 ноября 2016 года в Москве, похоронен на Новодевичьем кладбище.

## Награды, премии, почётные звания
- Полный кавалер ордена «За заслуги перед Отечеством»:
  - Орден «За заслуги перед Отечеством» I степени (2008 год?; вручение награды состоялось 15 октября 2008 года)[18]
  - Орден «За заслуги перед Отечеством» II степени (22 июля 2005 года) — за выдающийся вклад в развитие отечественной науки и многолетнюю плодотворную деятельность[19]
  - Орден «За заслуги перед Отечеством» III степени (14 сентября 1999 года) — за заслуги перед государством, многолетний добросовестный труд и большой вклад в укрепление дружбы и сотрудничества между народами[20]
  - Орден «За заслуги перед Отечеством» IV степени (16 июля 2015 года) — за достигнутые трудовые успехи, активную общественную деятельность и многолетнюю добросовестную работу[21]
- Орден Трудового Красного Знамени (1981 год) — за организацию научных исследований на первой в мире Кольской сверхглубокой скважине
- Орден Трудового Красного Знамени (1986 год) — за успешное решение важной научно-технической проблемы
- Орден «Знак Почёта» (1971 год) — за успешную работу по руководству Всесоюзным геологическим фондом
- Орден «Данакер» (Кыргызстан, 24 ноября 2004 года) — за большой вклад в развитие кыргызско-российских отношений в области науки и образования[22]
- Медаль «Данк» (Кыргызстан, 22 января 1997 года) — за вклад в развитие и укрепление сотрудничества Кыргызской Республики с Российской Федерацией и в связи с 5-летием образования Содружества Независимых Государств[23]
- Медаль «В ознаменование 100-летия со дня рождения Владимира Ильича Ленина» (1970 год)
- Почётная грамота Президента Российской Федерации (23 апреля 2012 года) — за активное участие в реализации проекта «Международная энергетическая премия „Глобальная энергия“»[24]
- Благодарность Президента Российской Федерации (2003 год) — за успешную работу в 2003 году по обеспечению экологической безопасности Российской Федерации
- Почётная грамота Кабинета Министров Украины (10 декабря 2002 года) — за значительный личный вклад в развитие торгово-экономических связей Украины и по случаю завершения Года Украины в Российской Федерации[25]
- Медаль Вернадского (Национальная академия наук Украины, 2012 год) —  за выдающиеся достижения в области металлогении урановых месторождений, экономики минеральных ресурсов и радиоэкологии
- Серебряная медалью Международной ассоциации академий наук «За содействие развитию науки» (2003 год)
- Большая золотая медаль (Кыргызстан, 2003 год) — за выдающийся вклад в развитие науки в XX веке
- Золотая медаль Академик Наук Армении (2003 год) — за выдающуюся научную и научно-организационную деятельность
- Знак Циолковского «За активное участие в реализации Федеральной космической программы России» (2007 год)
- Почётный гражданин Коношского района Архангельской области (2011 год, удостоверение № 1).
- Звание «Почётный профессор Российского химико-технологического университета имени Д. И. Менделеева» (2005)[26]
- Почётный доктор РГУ нефти и газа имени И. М. Губкина
- Заслуженный геолог РСФСР (27 февраля 1980 года) — за заслуги в области геологии и разведки недр[27]
- Почётный работник науки и техники Российской Федерации
- Заслуженный деятель науки Кыргызской Республики (12 мая 1995 года)[28]
- Другие ордена и медали зарубежных государств
- Заслуженный деятель науки и техники Кыргызстана (2004 год)

Премии:
- Демидовская премия (1997 год) — за вклад в создание сырьевой базы радиоактивных элементов России и стран СНГ, открытие и освоение новых нетрадиционных источников минерального сырья
- Премия Правительства Российской Федерации в области науки и техники (21 марта 2002 года) — за разработку основ и создание автоматизированных технологических комплексов для надёжной изоляции радиоактивных отходов низкой и средней удельной активности[29]
- Премия «Триумф» (2003 год) — за значительный вклад в развитие отечественной и мировой науки в области «Наук о Земле»
- «Человек года» в номинации «Наука» (2003 год)
- Премия Правительства Российской Федерации в области образования (4 августа 2006 года) — за научно-практическую разработку «Инновационные пути развития высшего образования на основе его интеграции с фундаментальной наукой» для образовательных учреждений высшего профессионального образования[30]
- Премия Правительства Российской Федерации в области науки и техники (17 марта 2010 года) — за научное обоснование и вывод из эксплуатации радиационно опасных природно-техногенных объектов первого атомного проекта (на примере водоёма Карачай — хранилища жидких радиоактивных отходов федерального государственного унитарного предприятия «Производственное объединение „Маяк“», Челябинская область)[31]
- Международная энергетическая премия «Глобальная энергия» (2009 год) — за фундаментальные исследования и широкое внедрение методов поисков, разведки и разработки месторождений нефти, газа, урана, научное обоснование и открытие крупнейших провинций энергетического минерального сырья

 Медали РАН 
- Большая золотая медаль имени М. В. Ломоносова (2006 год) — за выдающийся вклад в решение минерально-сырьевых проблем России, в том числе, за создание научных основ освоения урановых месторождений
- Золотая медаль имени В. И. Вернадского (2003 год) — за серию работ «Научные основы радиогеологии»
- Золотая медаль имени А. П. Карпинского (2016 год) — за выдающиеся работы по изучению топливных ресурсов для ядерной и углеводородной энергетики, пионерские исследования по геологии Российской Арктики, геоэкологии и изучению Земли из космоса

## Память
- Мемориальная доска установлена на здании филиала Мурманского арктического государственного университета (Кировск, 2017)[32][33];
- Памятник возле центра исследований Арктики в Соломбале (2020, скульптор Виктория Тищенко)[34][35].
- ФГБУН Федеральный исследовательский центр комплексного изучения Арктики имени академика Н. П. Лаверова Уральского отделения РАН
- Название «Академик Лавёров» получило научно-исследовательское судно, заложенное 1 июля 2021 года на Выборгском судостроительном заводе[36][37].

## Членство в организациях

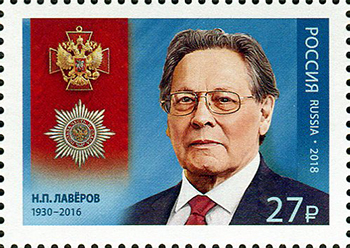
Почтовая марка России, 2018 год

- 1959 — КПСС. В 1990—1991 годах — член ЦК КПСС.
- Президент Национального центра развития инновационных технологий
- Член Военно-промышленной коллегии при Правительстве РФ.
- Член Морской коллегии при Правительстве РФ.
- Член Правительственной комиссии РФ по вопросам ТЭК и воспроизводства минерально-сырьевой базы России.
- Председатель Экспертной комиссии по экологической безопасности Совета безопасности РФ.
- Член Российского Пагуошского комитета при Президиуме РАН.
- Член Наблюдательного совета Международного Люксембургского форума по предотвращению ядерной катастрофы.
- Член Попечительского совета благотворительного фонда Олега Дерипаски «Вольное дело»[38].
- Почётный член Российской академии ракетных и артиллерийских наук.

## Фотографии

Н. П. Лавёров в разные годы
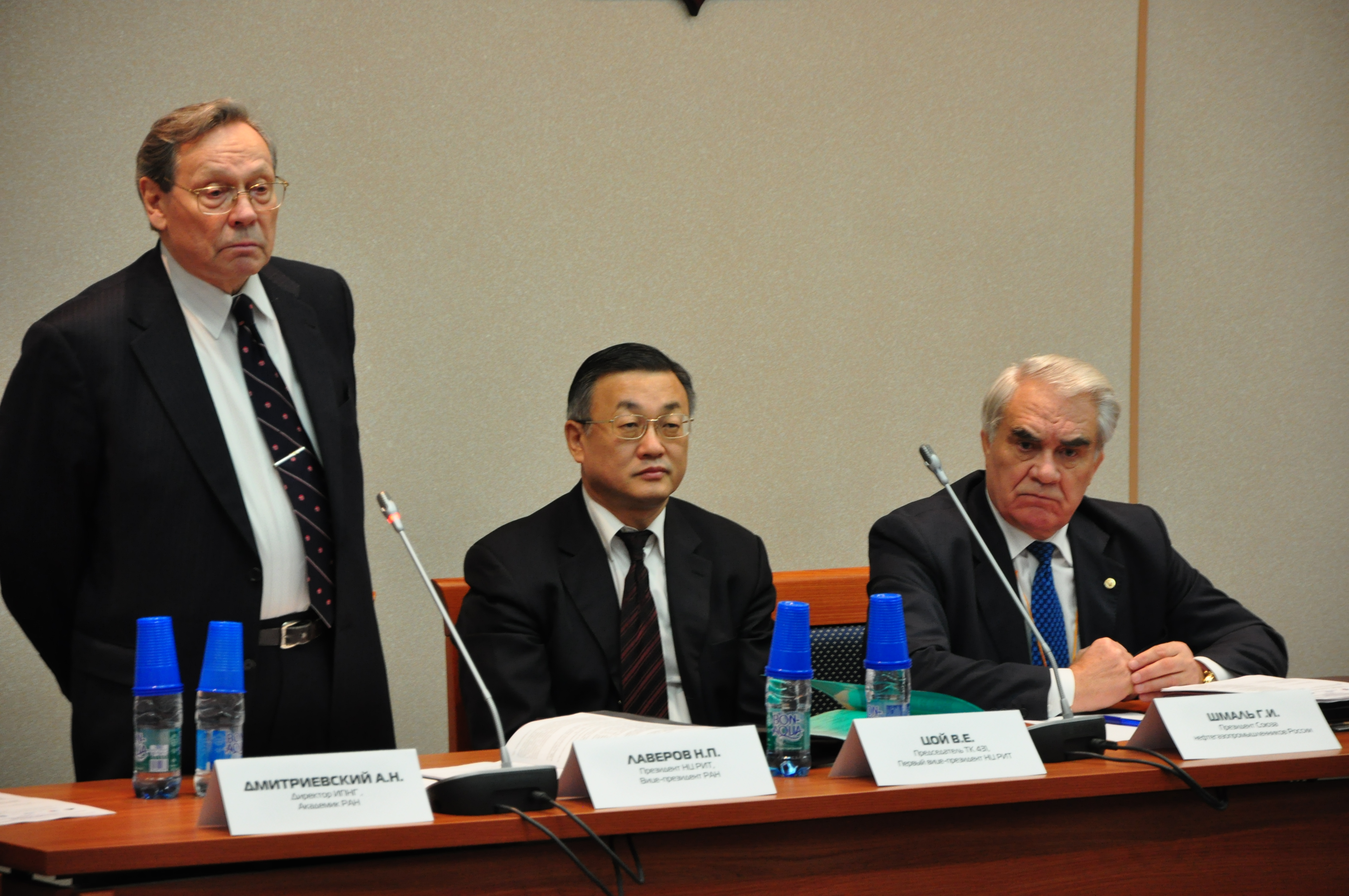
2008
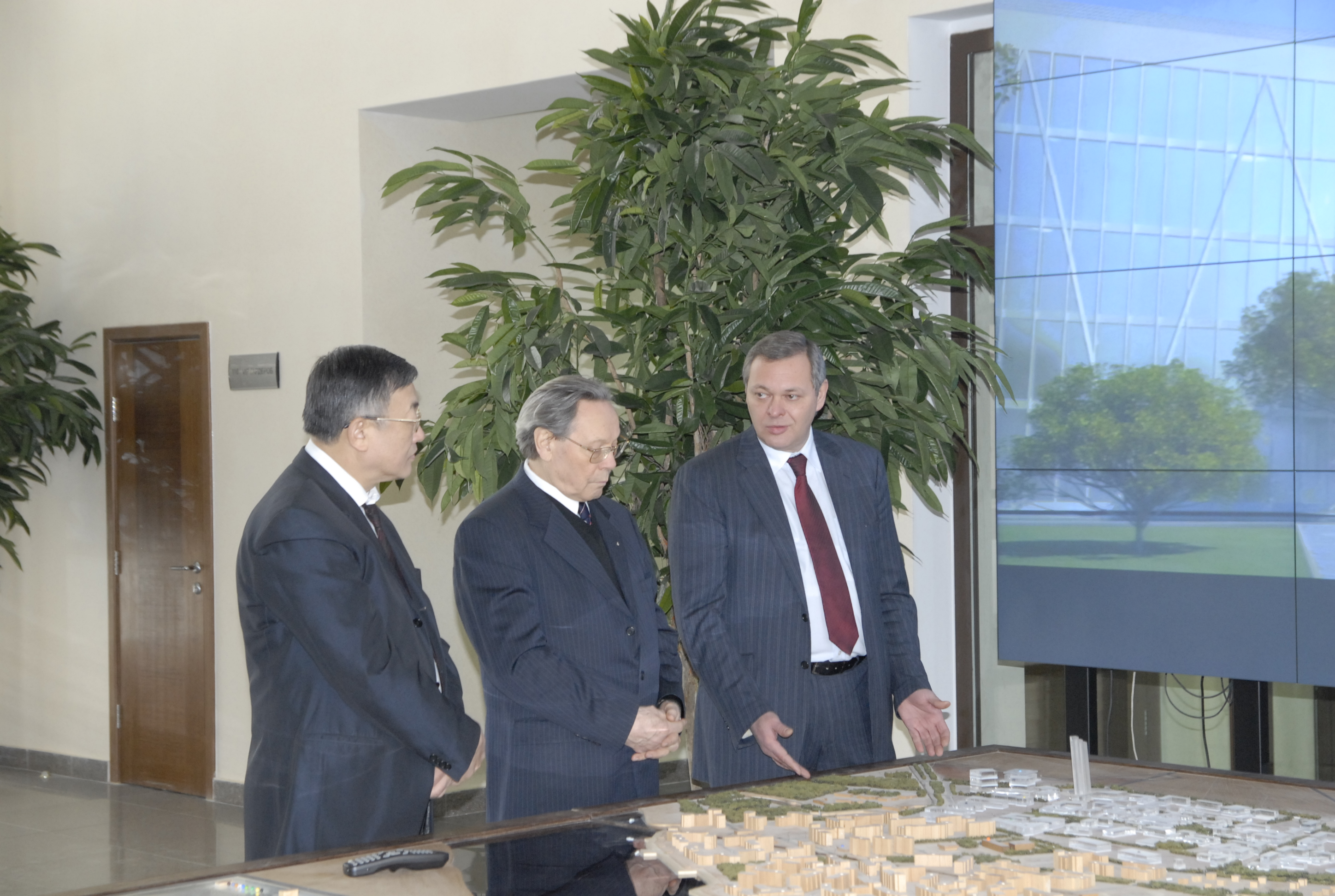
2009
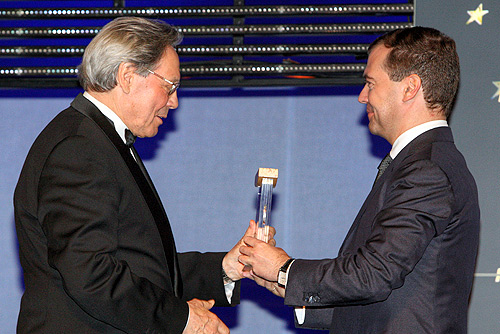
2009
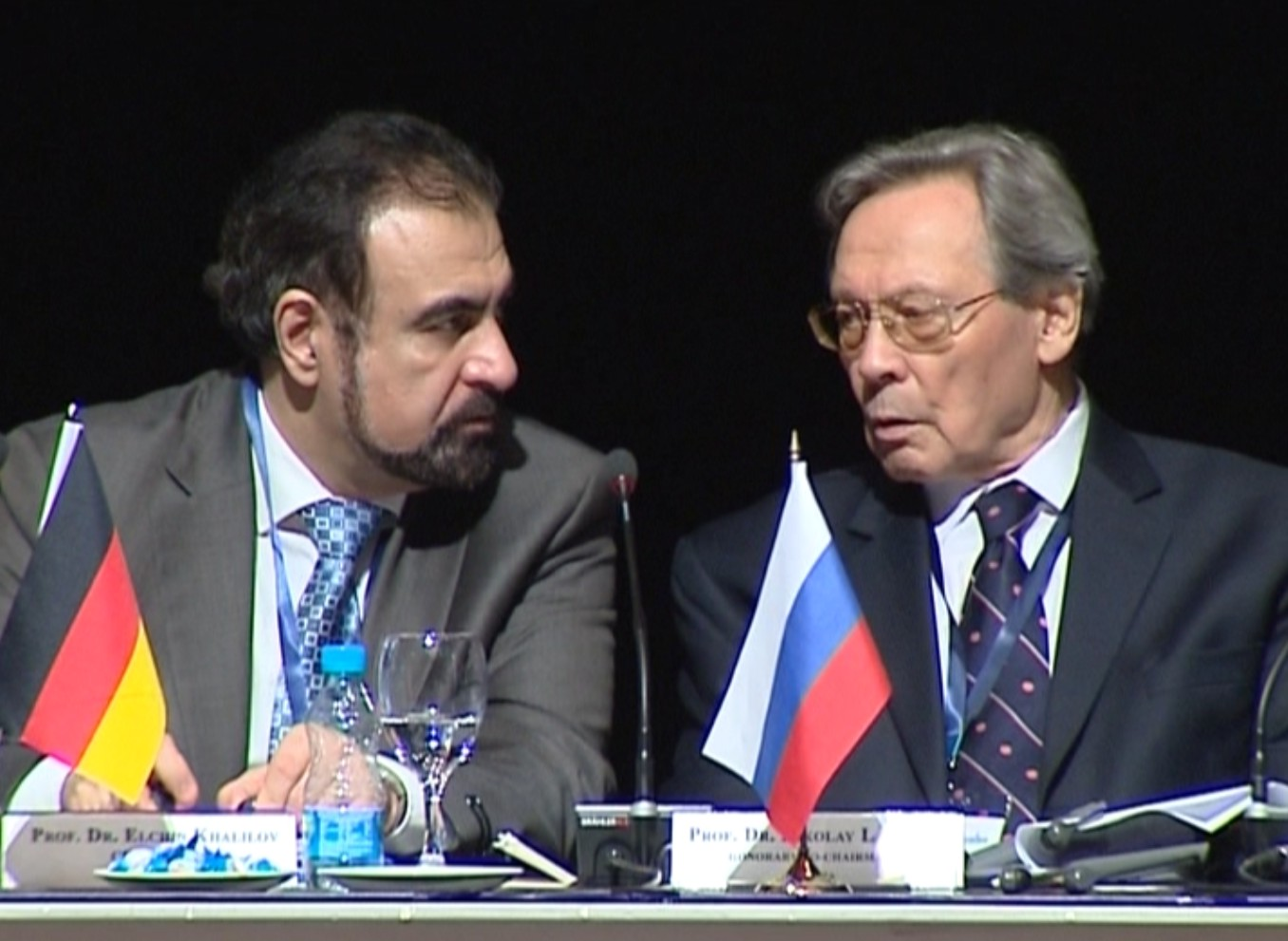
2011
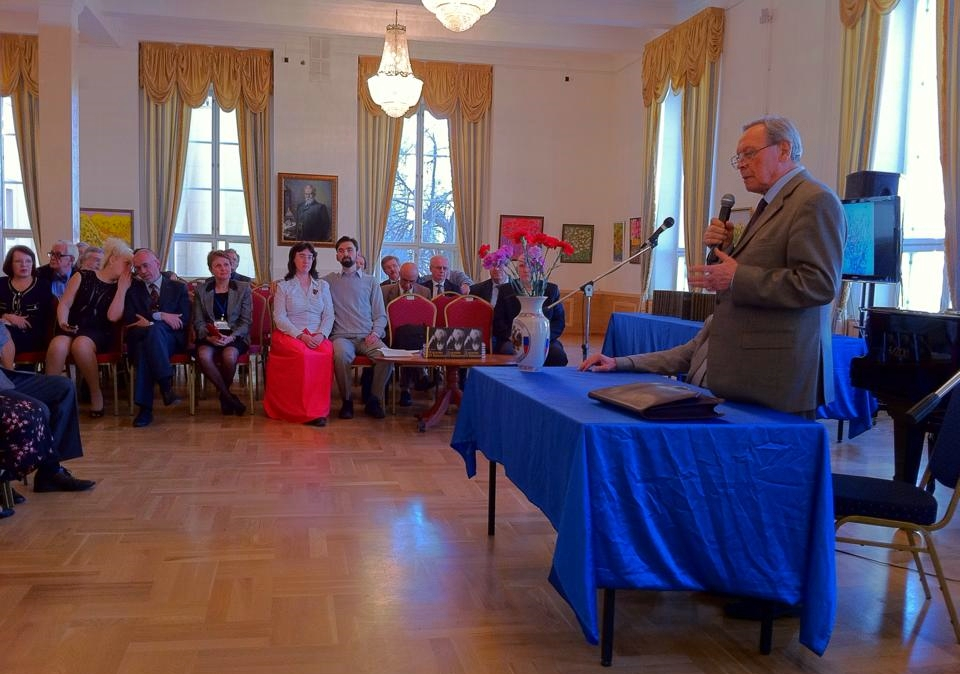
2014